# Добіаш-Рождественська Ольга Антонівна
Добіаш-Рождественська Ольга Антонівна (нар. 19 (31) травня 1874, Харків) — †30 серпня 1939, Ленінград) — російський та радянський історик, медієвіст, письменниця, палеограф, член-кореспондент АН СРСР.

## Біографія

### Батько.
Має чеське походження. Батько — А. В. Добіаш, вчитель гімназії в Україні, пізніше професор-еллініст в Історико-філологічному інституті міста Ніжин.

### Навчання і діяльність в Петербурзі
Дочка відзначалася здібностями і закінчила Ніжинську жіночу гімназію з золотою медаллю у 1891 р. Слабке здоров'я дочки змусило батьків залишити її в сім'ї. Дозвіл на переїзд в Петербург отримала 4 роки поспіль. У 1895 — стала студенткою Вищих жіночих курсів (Бестужевських). Серед викладачів Ольги Антонівни — Гревс Іван Михайлович (1860–1941), професор, історик.
Чотири роки поспіль виключена з курсів за участь в студентських страйках, серед приводів яких і самогубство бестужівки М. Ветрової. Була заарештована та відбула коротке ув'язнення в Петропавлівській фортеці — буцегарні. Після ув'язнення мала право закінчити курси, але їй була заборонена царатом викладацька діяльність у державних навчальних закладах імперії. Право на викладацьку діяльність їй поновили три роки потому. Займалася громадською діяльністю — у 1904-1906 рр. була головою Всеросійської вчительської спілки. З 1907 р. — викладач Вищих жіночих курсів (Бестужевських).

### Родина
У 1908 р. з нею узяв шлюб Д. Рождественський, пізніше відомий науковець, фізик, фундатор Державного Оптичного інституту в Ленінграді.

### Навчання в Парижі

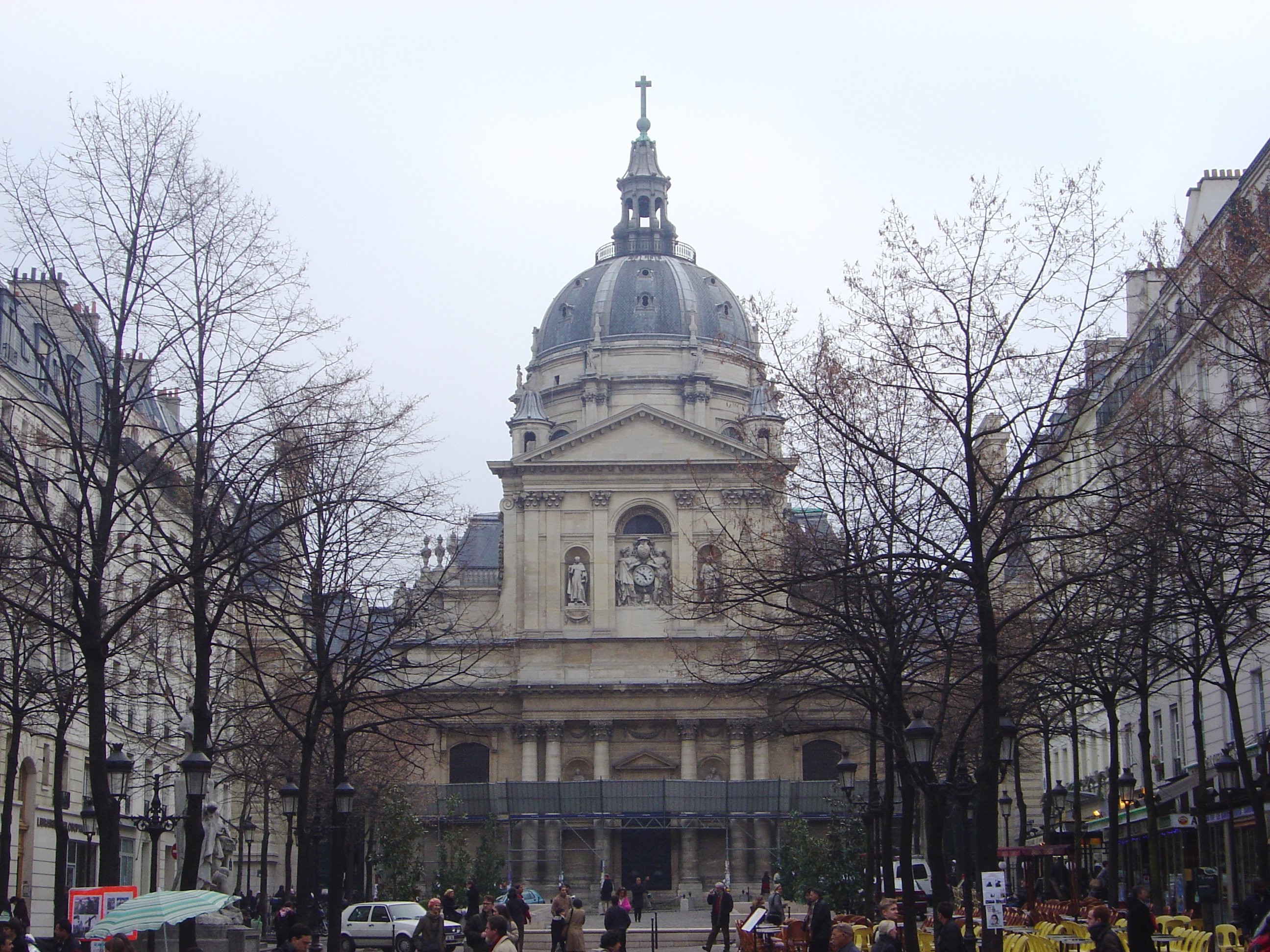
Сорбонна

За рекомендацією проф. Гревса І. М. — Добіаш-Рождественська отримала відрядження в Париж, в Сорбонну, де навчалась у  1908–1911 рр. Французький науковець Ф. Лот був одружений з росіянкою М. Бородіною-Лот (дочкою академіка Бородіна), дружні стосунки з якою
Добіаш-Рождественська зберегла до своєї смерті.

### Захист дисертації. Перша жінка-магістр.
У 1911 р. захистила в Сорбоні докторську дисертацію «Церковна спілка 13 ст. у Франції». У 1915 р. в Російській імперії дисертацію надрукували, а її захист приніс Добіаш-Рождественській ступінь магістра. З 1915 р. Добіаш-Рождественська стала першою в Російській імперії жінкою — магістром.

### Праця
З 1922 р. і до смерті працювала в Рукописному відділенні Публічної Бібліотеки.
Радянський уряд розв'язав військовий конфлікт з білопанською Польщею та зазнав нищівної поразки. Як компенсацію за матеріальні збитки цей уряд зобов'язався повернути польські культурні та історичні пам'ятки, вивезені в країну з Речі Посполитої та Царства Польського царатом в 18—19 ст.

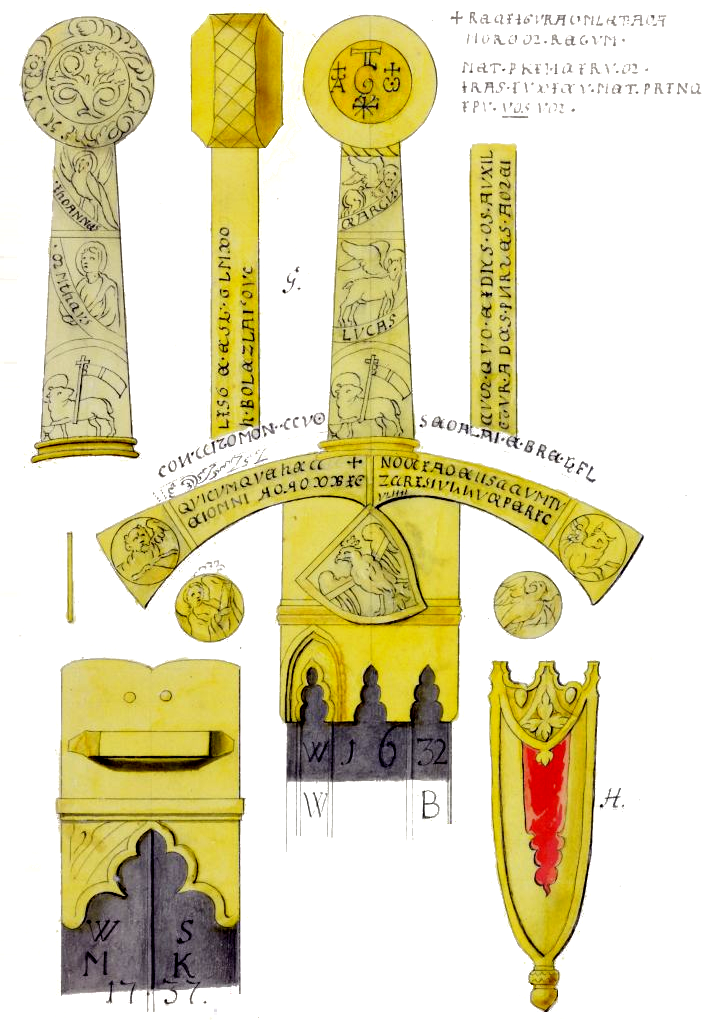
Руків'я меча Щербець

Значною була участь Добіаш-Рождественської в польсько-російській комісії, що за умов Ризької мирної угоди (1920 р.) займалася відбором та оцінкою польських культурних та історичних пам'яток
в музейних та бібліотечних архівах Росії. Серед повернутих в Польщу речей —
- історичний меч Щербець, пам'ятка польської історії
- більша частина бібліотеки Залуських
- картини Яна Матейко тощо.

### Друковані наукові праці (російською)
- «Церковное общество Франции в XIII веке» (1914)
- «Культ Св. Михаила в латинском средневековье» (1918)
- «Западная Европа в Средние века» (1920)
- «История письма в Средние века. Руководство к изучению латинской палеографии» (1923,второе изд.-1936)
- «Стихотворения голиардов» (1931, на французском языке)
- «История Корбийской мастерской письма» (1934, на французском языке)
- «Эпоха Крестовых походов. Запад в крестоносном движении» (Петроград, 1918)
- «Западные паломничества в средние века» (Ленинград, 1924)
- «Крестом и мечом. Приключения Ричарда І Львиное Сердце» (Ленинград, 1925, переиздано Москва, 1991)
- «Культура западноевропейского средневековья» (1987).

### Смерть
Померла в Ленінграді, похована  на цвинтарі — Літераторські мостки.